# Dorian Babunski
Dorian Babunski (makedonsky Дориан Бабунски; * 29. srpna 1996, Skopje, Severní Makedonie) je severomakedonský fotbalový útočník a mládežnický reprezentant, od léta 2016 hráč slovinského klubu NK Olimpija Ljubljana.
Jeho bratrem je fotbalista David Babunski, otcem bývalý fotbalový reprezentant Jugoslávie a Makedonie Boban Babunski.

## Klubová kariéra
- UDA Gramenet (mládež)[2]
- UE Cornellà (mládež)[2]
- Real Madrid (mládež)[2]
- CF Fuenlabrada 2015–2016
- NK Olimpija Ljubljana 2016–

## Reprezentační kariéra
Nastupoval za severomakedonské mládežnické reprezentace U17, U19 a U21. S severomakedonskou jedenadvacítkou se zúčastnil kvalifikace, z níž se týmu podařil historický postup na Mistrovství Evropy hráčů do 21 let 2017 v Polsku (premiérová účast Makedonie na evropském šampionátu jedenadvacetiletých).